# Улица Чапаева (Мытищи)
Улица Чапа́ева находится в Мытищах, Московская область. Проходит в старой части города в районе санатория «Подлипки».

## История
Улица Чапаева получила название в 1948 году, когда началась застройка.
В 1957 году для младшего офицерского состава здесь было построено три дома, стоящих буквой П. В советские годы двор был огорожен забором: стройные деревья, вазоны, скамеечки и памятник В. И. Ленину. И только иногда водили пионеров для возложения цветов к монументу.
Улица застроена 2—5-этажными жилыми домами, гаражами, зданиями предприятий. В 2017 году на улице прошло большое благоустройство, в частности были убраны гаражи-улитки и сделаны парковки.

## Трасса
Улица Чапаева начинается от улицы Серафимовича и заканчивается у санатория «Подлипки». Проходит параллельно Ярославскому шоссе.

## Примечательные здания и сооружения
- Военный институт
- Здания кардиологического санатория «Подлипки»
- Почта (в доме № 15)
- Памятник В. И. Ленину

## Транспорт
По улице Чапаева общественный транспорт не ходит.
Движение транспорта двухстороннее.
До улицы можно добраться маршрутным такси № 32 от ст. Подлипки Ярославской железной дороги.